# دیکسون (کالیفرنیا)
دیکسون (به انگلیسی: Dixon) شهری در شهرستان سولانو ایالت کالیفرنیا است که در سرشماری سال ۲۰۱۰ میلادی، ۱۸۳۵۱ نفر جمعیت داشته است.